# Margaret Fairlie-Kennedy
Margaret Fairlie-Kennedy (* 27. März 1925 in Atlanta; † 7. Dezember 2013 in Ithaca) war eine US-amerikanische Komponistin.
Nach Anfängen im seriellen Kompositionsstil wechselte Fairlie-Kennedy zu leichter zugänglichen Kompositionen. Seit der Aufführung ihres Klavierkonzertes und ihres Bläserquintetts Anfang der 1960er Jahre fand ihre Musik den Beifall der Musikkritik, und sie erhielt zahlreiche Kompositionsaufträge von Kammermusikensembles und zeitgenössischen Tanzensembles. So arbeitete sie mit Takehiro Ueyama in New York, mit Bill Bayles am Bennington College und Peggy Lawler an der Cornell University zusammen. Am Bennington College und der Cornell University war sie Composer in Residence.
Ihre Werke wurden u. a. vom Alabama Symphony Orchestra, dem Atlanta String Quartet und dem Relache Ensemble gespielt und an der Eastman School of Music, der Carnegie Hall und beim Musikfestival des Bowling Green College, außerdem auch in Paris, Upsala und Peking aufgeführt. Aufnahmen erschienen bei den Label Capstone und Euterpe. Für Desert Echoes (1999) erhielt sie den Performance Award beim Maxfield-Parrish-Wettbewerb der Philadelphia Classical Symphony.

## Werke
- Desert Echoes für Flöte, Klarinette, Violine, Cello, Perkussion und Klavier
- Four Images for Piano
- Hey Nonny Nonny für Mezzosopran, Flöte, Violine und Klavier
- High Flight für Tenor und Klavier
- Jabberwocky für Tenor, Klavier und zwei Perkussionisten
- The last Word für Flöte und Marimba
- Maura für Tenor, Violine, Cello und Klavier
- Night Calls/Waiting and Listening für Flöte, Oboe, Klarinette, zwei Perkussionisten, Violine, Cello und Trompete
- Piper at the GAtes of Dawn für Flöte, Klavier und Sprecher
- Spirir Man für Flöte
- Summer Solstice für Flöte, Klarinette, Violine, Cello, Perkussion und Klavier
- Trio für Klarinette, Violine und Klavier
- Undertow für Violine und Klavier
- Wind Quintet
- Windrider/Final Ascent für Flöte und Klavier